# Парада 85
Парада 85 је био назив за прославу Дана победе 9. маја 1985. године која је ораганизована у част четрдесетогодишњице победе над фашизмом. Централна свечаност је организована испред платоа Савезне скупштине СФРЈ у Београду. 
Том приликом је извршена смотра оружаних снага пред највишим државним званичницима на челу са председником Председништва Социјалистичке Федеративне Републике Југославије Веселином Ђурановићем. Ова парада је била последња парада на улицама Београда коју је извела Југословенска народна армија.